# Franciszek Jerominek
Franciszek Jerominek (ur. 17 września 1913 w  Pawonkowie, zm. 25 października 1986) – ksiądz katolicki, rektor Wyższego Śląskiego Seminarium Duchownego w Krakowie.

## Życiorys
Po ukończeniu szkoły powszechnej w Kośmidrach od 1924 kontynuował naukę w Państwowym Gimnazjum im. Księcia Jana Opolskiego w Tarnowskich Górach, które ukończył egzaminem dojrzałości w 1932.
Po maturze wstąpił do Śląskiego Seminarium Duchownego w Krakowie i rozpoczął studia na Wydziale Teologicznym Uniwersytetu Jagiellońskiego. Był członkiem Koła Misyjnego i Koła Naukowego Teologów. 20 czerwca 1937 z rąk biskupa Stanisława Adamskiego w katedrze św. Apostołów Piotra i Pawła w Katowicach przyjął święcenia kapłańskie.
Po święceniach zostaje skierowany do pracy w rodzinnej parafii św. Katarzyny w Pawonkowie, następnie do parafii św. Antoniego w Syryni. Od września 1937 pracuje w parafii katedralnej św. Apostołów Piotra i Pawła w Katowicach, pracując także jako  katecheta w Gimnazjum św. Jacka w Katowicach. Na mocy dekretu w 1942 został wikariuszem w parafii Trójcy Przenajświętszej w Kochłowicach. Otrzymał także polecenie zorganizowania nowej placówki duszpasterskiej w Kłodnicy budując tam  tymczasową drewnianą kaplicę. Od 1945 pełnił posługę katechety w Państwowym Gimnazjum i Liceum  im. Adama Mickiewicza w Katowicach. Pełnił również funkcję prezesa Diecezjalnego Koła Księży Prefektów. Od 1950 roku był rektorem Niższego Seminarium w Katowicach. W 1953 roku pracował jako wikariusz w parafii św. Apostołów Piotra i Pawła w Skoczowie. W latach 1958–1968 był rektorem Wyższego Śląskiego Seminarium Duchownego w Krakowie. Następnie, krótko sprawował funkcje proboszcza w Kończycach na Śląsku Cieszyńskim. 23 czerwca 1968 został mianowany przez biskupa Herberta Bednorza proboszczem w parafii Krzyża Świętego w Siemianowicach Śląskich. Uhonorowany został tytułem prałata domowego, a następnie 14 lipca 1980 roku został pronotariuszem apostolskim – infułatem.  Był również członkiem Unii Apostolskiej Kleru. W 1982 roku przeszedł na emeryturę pozostając w dotychczasowej parafii jako ksiądz-rezydent. Zmarł po długiej i ciężkiej chorobie, został pochowany na Nowym Cmentarzu w Siemianowicach. W homilii pogrzebowej ks. biskup Czesław Domin powiedział Życie jego było dla nas wszystkich – bez wyjątku – jednym pasmem dobrego przykładu miłości, wierności i pracy.